# Nghĩa Lâm, Nghệ An
Nghĩa Lâm là một xã thuộc tỉnh Nghệ An, Việt Nam. Xã được hình thành trên cơ sở sáp nhập các xã Nghĩa Lạc, Nghĩa Sơn, Nghĩa Yên và Nghĩa Lâm của huyện Nghĩa Đàn trong đợt Sáp nhập tỉnh thành Việt Nam 2025.

## Địa lý
Xã Nghĩa Lâm có vị trí địa lý:
- Phía Đông giáp tỉnh Thanh Hóa;
- Phía Nam giáp xã Nghĩa Đàn và xã Nghĩa Mai;
- Phía Tây giáp xã Nghĩa Mai;
- Phía Bắc giáp tỉnh Thanh Hóa.

Xã Nghĩa Lâm có diện tích tự nhiên 121,75 km².

## Hành chính và tên gọi
Xã Nghĩa Lâm được thành lập theo Nghị quyết số 1678/NQ-UBTVQH15 của Ủy ban Thường vụ Quốc hội Việt Nam, ban hành ngày 16 tháng 6 năm 2025. Theo đó, sắp xếp toàn bộ diện tích tự nhiên, quy mô dân số của các xã Nghĩa Lạc, Nghĩa Sơn, Nghĩa Yên và Nghĩa Lâm thuộc huyện Nghĩa Đàn trước đây thành một xã mới có tên gọi là xã Nghĩa Lâm.
Trước đó, theo Đề án sắp xếp đơn vị hành chính cấp xã tỉnh Nghệ An, xã này là xã Nghĩa Đàn 3.
Sau sắp xếp xã có diện tích tự nhiên: 121,75 km², quy mô dân số: 23.753 người.

## Kinh tế về đất đai
Tổng diện tích tự nhiên là 3.042 ha được phân bố:
- Đất nông nghiệp: 1.183,7 ha
- Đất vườn: 156,9 ha
- Đất Lâm nghiệp: 805,9 ha
- Đất chuyên dùng: 541,63 ha
- Đất ở: 34,77 ha
- Đất nghĩa địa: 21,9 ha
- Đất chưa sử dụng: 476,53 ha